# Димитър Левов
Димитър Георгиев Левов с псевдоним Деспот Слав е български революционер, деец на Вътрешната македоно-одринска революционна организация, а по-късно и на Вътрешната тракийска революционна организация.

## Биография
Димитър Левов е роден в пашмаклийското село Райково, тогава в Османската империя, днес квартал на Смолян. Присъединява се към ВМОРО. По време на Балканските войни е активен и взема участие в покръстването на помаците в Родопите. След Първата световна война се присъединява към ВТРО, където е избран за районен началник на Пашмаклийско. През 30-те години на XX век е околийски началник в Райково.